# Cmentarz przy ul. Gliwickiej w Katowicach
Cmentarz przy ul. Gliwickiej w Katowicach – rzymskokatolicki cmentarz parafialny parafii Przemienienia Pańskiego w Katowicach, zlokalizowany przy ulicy Gliwickiej na terenie dzielnicy Załęże, przy granicy ze Śródmieściem.

## Historia
Cmentarz został założony w 1860 roku na tzw. Załęskim Przedmieściu, a za nim w kierunku zachodnim znajdywała się ówczesna granica Katowic i Załęża. Wytyczony został pomiędzy torami kolejowymi, po południowej stronie późniejszej ulicy Gliwickiej. Został poświęcony 11 listopada 1860 roku przez ks. dziekana Franza Heidego z Raciborza. Tego samego dnia poświęcono także tymczasową świątynię pw. Niepokalanego Poczęcia Najświętszej Maryi Panny w rejonie późniejszego placu Wolności, w którym duszpasterstwo objął ks. Teodor Kremski. Chowano w nim zmarłych z Katowic, Brynowa, Załęża oraz Załęskiej i Katowickiej Hałdy, a pierwszy pochówek odbył się dwa dni po poświęceniu nekropolii.
W październiku 1871 roku cmentarz został wykupiony przez starokatolików, którymi przewodził ks. Paweł Kamiński. W 1875 roku w środkowej części nekropolii postawiono kaplicę pw. Dobrego Łotra, w której chowano starokatolickich duchownych.
Po przyłączeniu Katowic do państwa polskiego w 1922 roku ostatni proboszcz parafii starokatolickiej ks. Karl Müller wyjechał do Niemiec i tam zmarł w kolejnym roku. Po dość skomplikowanych czynnościach administracyjnych i prawnych władze wojewódzkie przekazały cmentarz i kościół wspólnocie rzymskokatolickiej, przechodząc z zarząd parafii śś. Apostołów Piotra i Pawła w 1927 roku.
Podczas II wojny światowej cmentarzem zarządzały władze miejskie, a w 1945 roku wróciła w zarząd parafii rzymskokatolickiej. Od końca lat 50. do lat 70. XX wieku w kaplicy cmentarnej odprawiano w niej niedzielne msze św.. W 1984 roku cmentarz przeszedł w zarząd parafii Przemienienia Pańskiego.

## Charakterystyka
Cmentarz parafialny parafii Przemienienia Pańskiego w Katowicach położony jest przy ulicy Gliwickiej, pomiędzy ulicą M. Goeppert-Mayer a Punktem 44, na terenie dzielnicy Załęże, przy granicy ze Śródmieściem. Ma powierzchnię 1,285 ha. Odbywa się tu średnio 90 pochówków rocznie, a do 2010 roku było ich ponad 3,5 tys.
Na cmentarzu istnieje zabytkowa kaplica pw. Dobrego Łotra z 1875 roku, wzniesiona na planie sześciokąta w stylu neogotyckim. Od strony południowej posiada absydę. Kaplicę 21 listopada 2011 roku wpisano do rejestru zabytków nieruchomych (nr rej.: A/356/11).

## Pochowani
Spoczywają tu m.in.:
- Kazimierz Czapla (1869–1930) – działacz narodowy, notariusz i adwokat[15],
- Antoni Kamski (1893–1928) – kapitan, kawaler orderu Virtutti Militari i Krzyża Walecznych[15],
- Karol Mathea (1886–1964) – powstaniec śląski, długoletni proboszcz parafii śś. Apostołów Piotra i Pawła w Katowicach[16][13],
- Wiktor Rumpfelt (1890–1965) – działacz PPS na Górnym Śląsku, członek i współorganizator POW Górnego Śląska, poseł na Sejm Śląski[15],
- Tadeusz Wencel (1927–2017) – lekarz neurochirurg, profesor nauk medycznych, twórca i kierownik Katedry i Kliniki Neurochirurgii ŚAM[17].

## Galeria

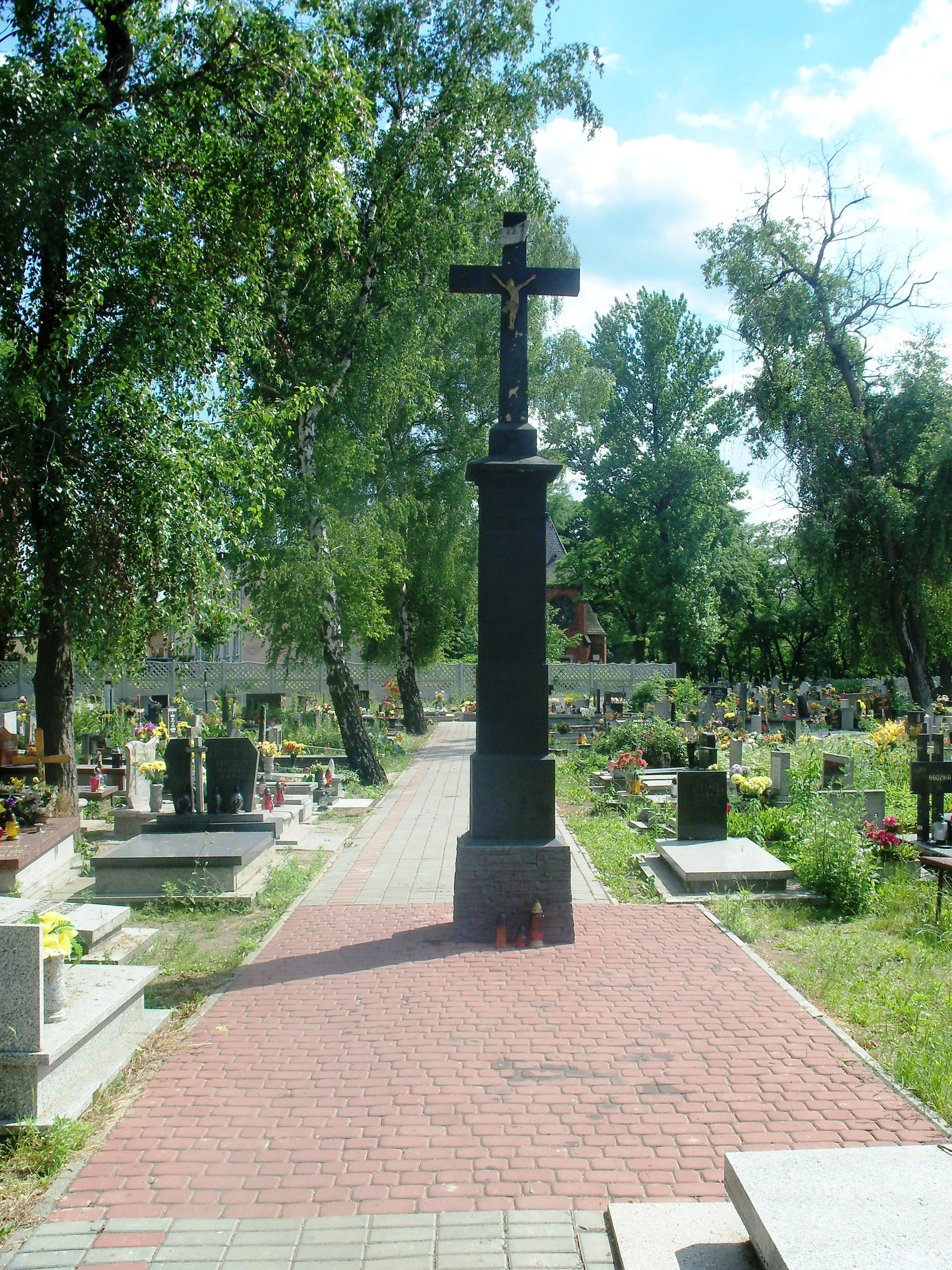
Krzyż cmentarny (2011)
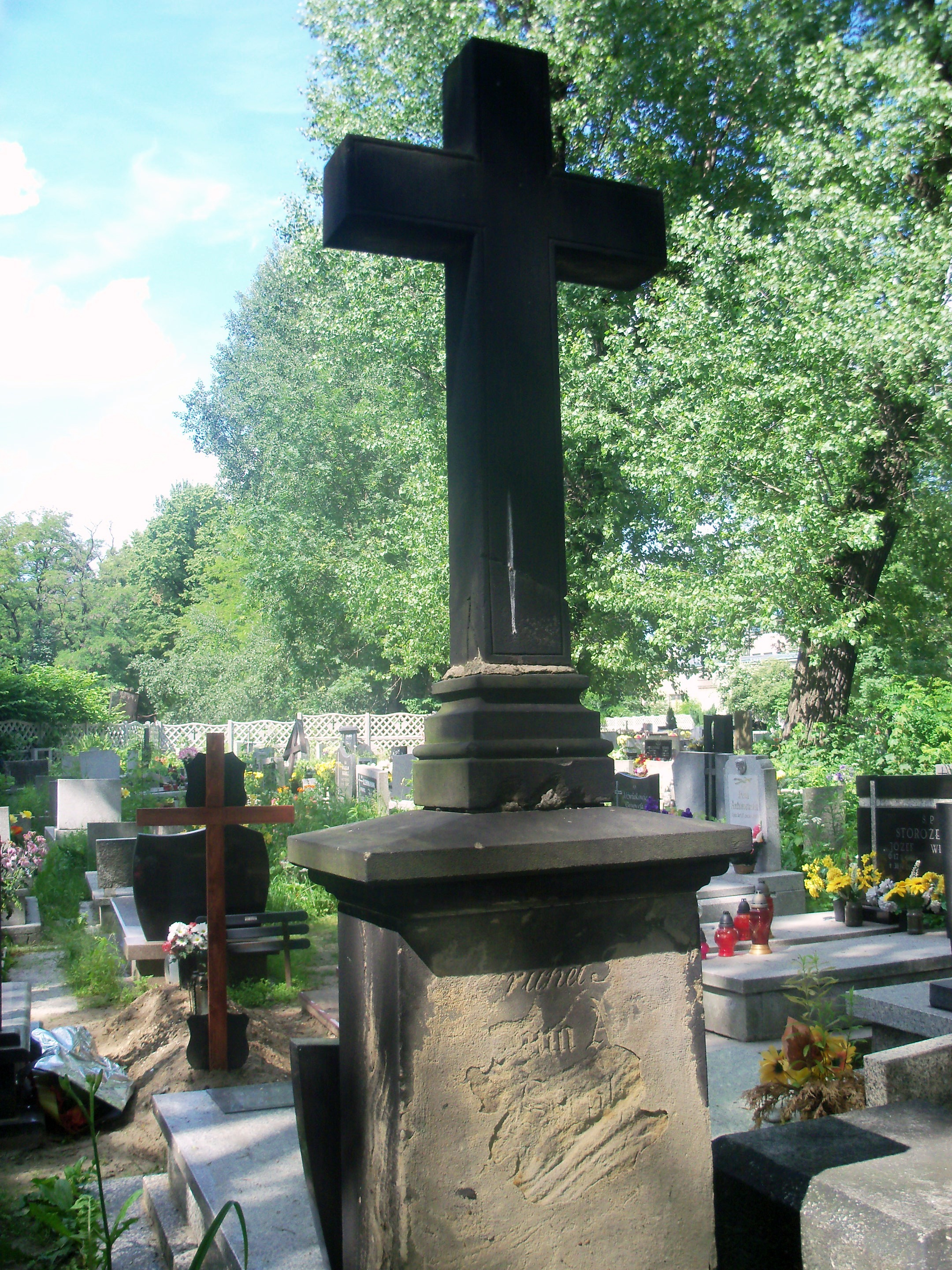
Krzyż nagrobny (2011)
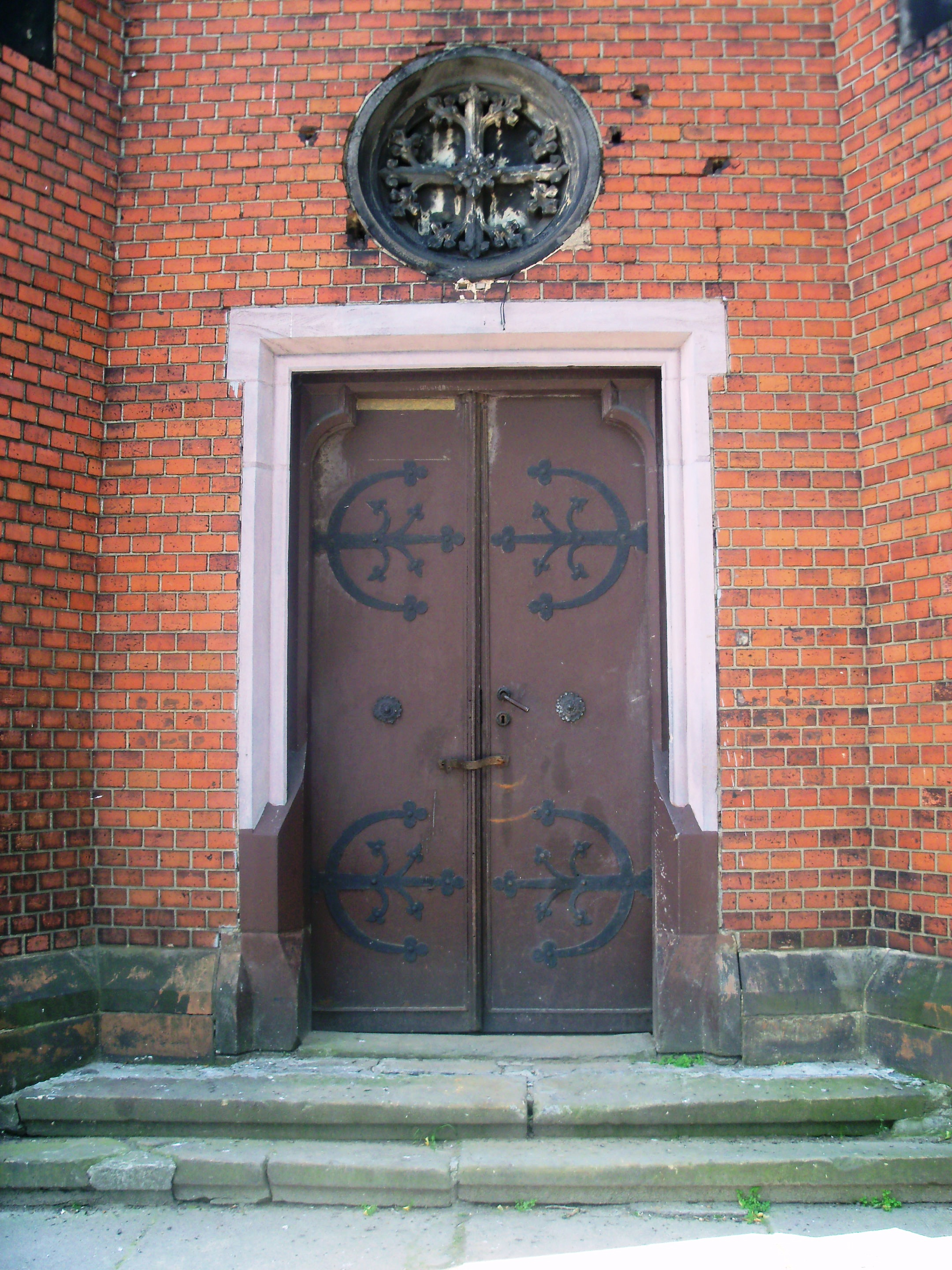
Wejście do kaplicy cmentarnej (2011)
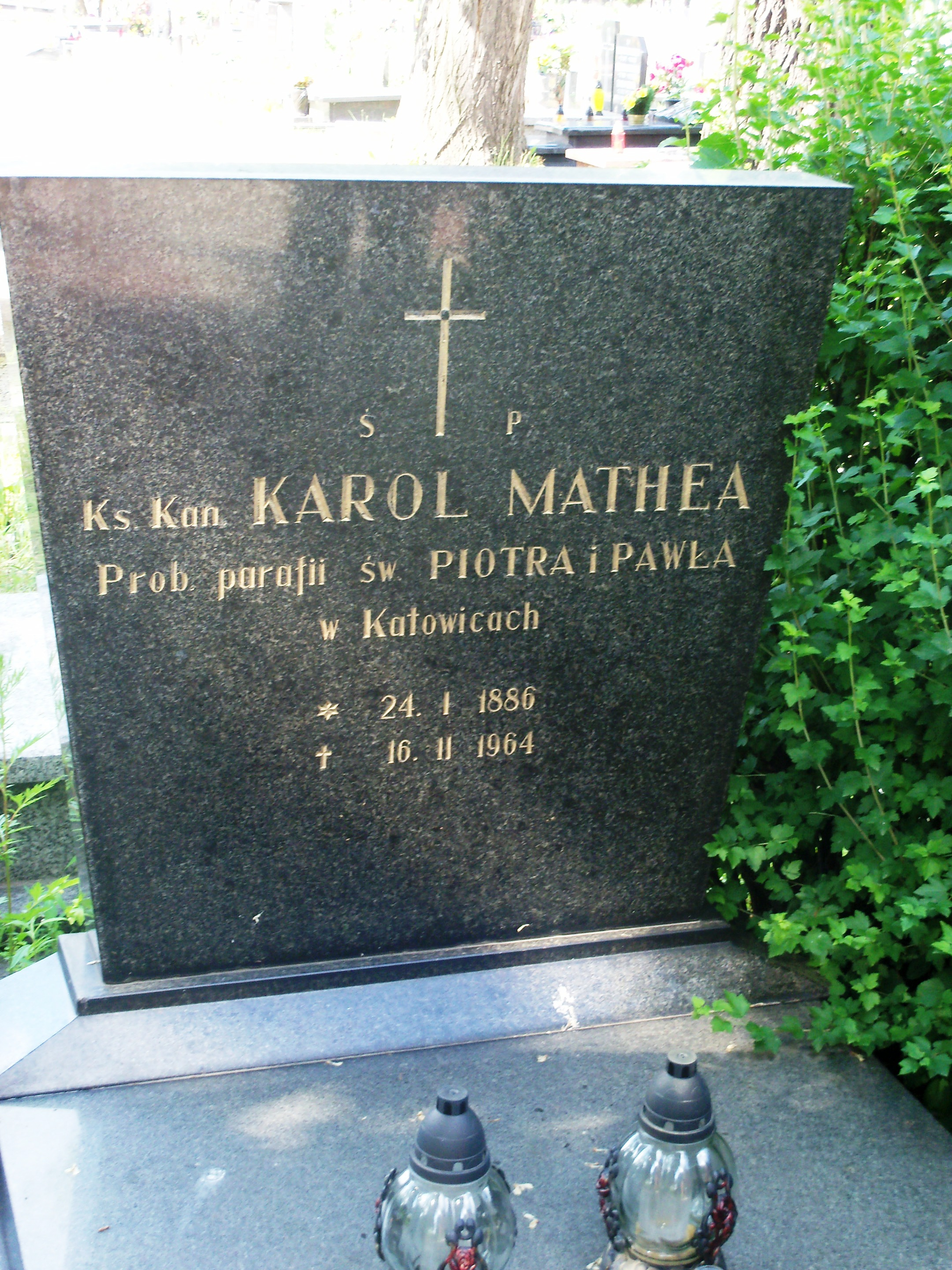
Grób Karola Mathei (2011)
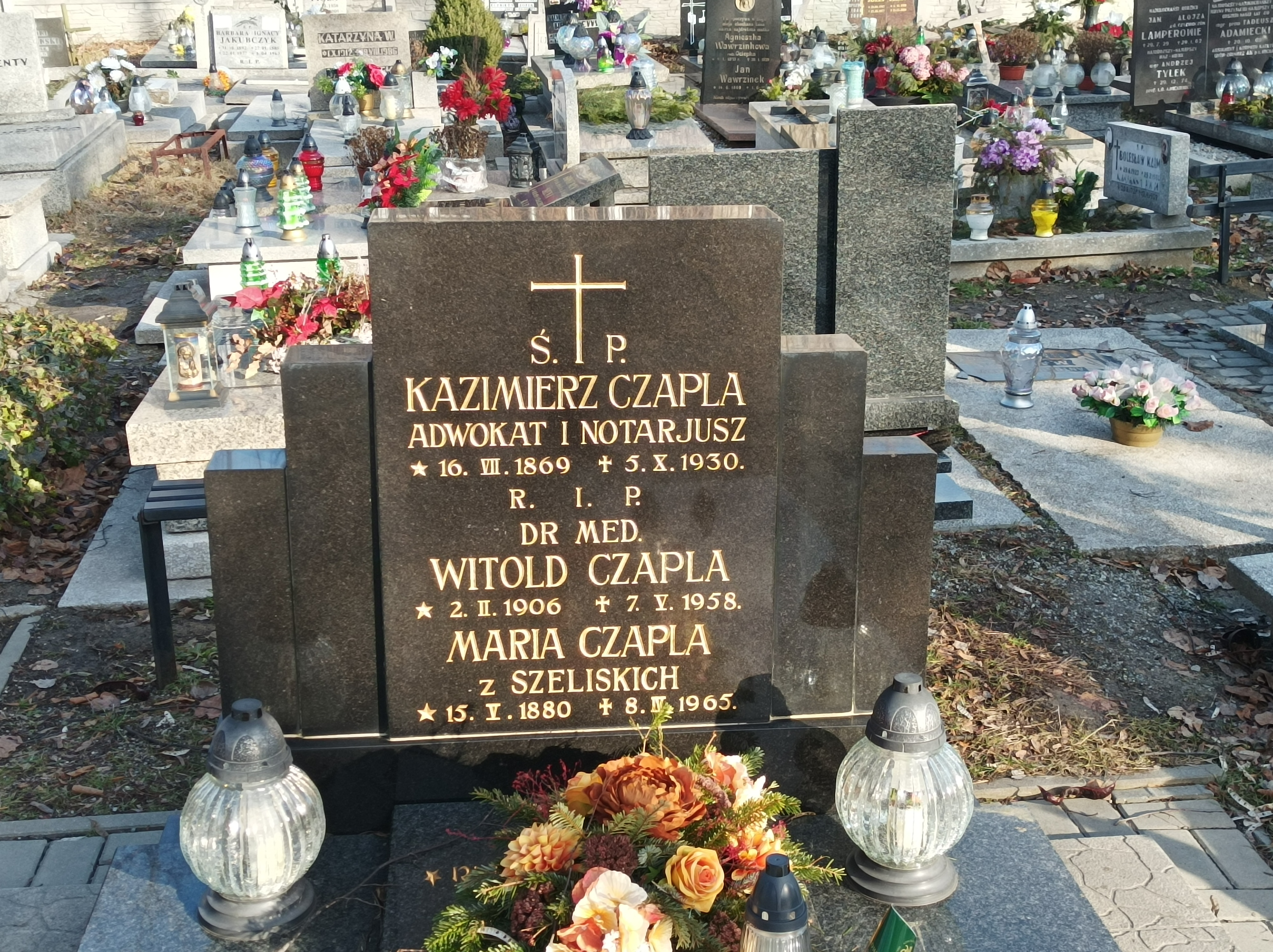
Grób Kazimierza Czapli (2022)